# ول ایرانی
وُل ایرانی نوعی ول از خانوادهٔ همسترهای دم‌کوتاه در راستهٔ جونده است. این جانور تنها در ایران یافت می‌شود.